# Gouvernement Rivero I
 Îles Canaries
Martín Rivero II
Le gouvernement Rivero I est le gouvernement des îles Canaries entre le 14 juillet 2007 et le 11 juillet 2011, durant la VIIe législature du Parlement des Canaries. Il est présidé par Paulino Rivero.

## Composition

### Initiale
| Fonction                                                                          | Titulaire | Titulaire                       | Parti |
| --------------------------------------------------------------------------------- | --------- | ------------------------------- | ----- |
| Président du gouvernement                                                         |           | Paulino Rivero Baute            | CC    |
| Vice-président Conseiller à l'Économie et aux Finances                            |           | José Manuel Soria López         | PP    |
| Conseiller à la Présidence, à la Justice et à la Sécurité                         |           | José Miguel Ruano León          | CC    |
| Conseiller aux Travaux publics et aux Transports                                  |           | Juan Ramón Hernández Gómez      | CC    |
| Conseillère à l'Agriculture, à l'Élevage, à la Pêche et à l'Alimentation          |           | María del Pilar Merino Troncoso | PP    |
| Conseillère à l'Éducation, à l'Enseignement supérieur, à la Culture et aux Sports |           | Milagros Luis Brito             | CC    |
| Conseillère au Bien-être social, à la Jeunesse et au Logement                     |           | Inés Nieves Rojas de León       | CC    |
| Conseillère à la Santé                                                            |           | María Mercedes Roldós Caballero | PP    |
| Conseiller à l'Environnement et à l'Aménagement du territoire                     |           | Domingo Berriel Martínez        | CC    |
| Conseiller à l'Emploi, à l'Industrie et au Commerce                               |           | Jorge Marín Rodríguez Díaz      | CC    |
| Conseillère au Tourisme                                                           |           | Rita María Martín Pérez         | PP    |

### Remaniement du25 octobre 2010
- Les nouveaux conseillers sont indiqués en gras, ceux ayant changé d'attributions en italique.

| Fonction                                                                          | Titulaire | Titulaire                                      | Parti |
| --------------------------------------------------------------------------------- | --------- | ---------------------------------------------- | ----- |
| Président du gouvernement                                                         |           | Paulino Rivero Baute                           | CC    |
| Vice-présidente Conseillère à l'Emploi, à l'Industrie et au Commerce              |           | María del Mar del Pino Julios Reyes            | CC    |
| Conseiller à la Présidence, à la Justice et à la Sécurité                         |           | José Miguel Ruano León                         | CC    |
| Conseiller aux Travaux publics et aux Transports                                  |           | Juan Ramón Hernández Gómez                     | CC    |
| Conseiller à l'Économie et aux Finances                                           |           | Jorge Marín Rodríguez Díaz                     | CC    |
| Conseiller à l'Agriculture, à l'Élevage, à la Pêche et à l'Environnement          |           | Domingo Berriel Martínez                       | CC    |
| Conseillère à l'Éducation, à l'Enseignement supérieur, à la Culture et aux Sports |           | Milagros Luis Brito                            | CC    |
| Conseillère au Bien-être social, à la Jeunesse et au Logement                     |           | Inés Nieves Rojas de León                      | CC    |
| Conseiller à la Santé                                                             |           | Fernando Bañolas Bolaños (jusqu'au 20/06/2011) | CC    |